# Antonio Lolli
Antonio Lolli (ur. ok. 1725 w Bergamo, zm. 10 sierpnia 1802 w Palermo) – włoski skrzypek i kompozytor.

## Życiorys
Data narodzin Lolliego pozostaje do dziś niepewna; według jednego z wpisów ewidencyjnych zmarł w wieku 77 lat, zatem mógł przyjść na świat około 1725. Jednakże ta hipotetyczna data pozostaje przedmiotem sporu; niejaki Guelli stwierdził w jednym ze swoich pism, że kompozytor zmarł w wieku 75 lat (urodziłby się zatem około 1727 r.), podczas gdy Fétis ustalił jego hipotetyczną datę narodzin na okres pomiędzy 1728 a 1733 r.; biografia Lolliego zamieszczona w czasopiśmie Allgemeine musikalische Zeitung z 1799 r. wymienia z kolei rok 1740. Lolli wywodził się z rodziny liczącej wielu muzyków różnych specjalności, jakkolwiek nie wszyscy ludzie podani za jego krewnych przez Roberta-Aloysa Moosera byli w rzeczywistości z nim spokrewnieni lub spowinowaceni.
W 1758 r. został mianowany skrzypkiem-solistą na dworze w Stuttgarcie, zajmując w ten sposób miejsce skrzypka Pasquale Bini, przy czym tytuł ten zawdzięczał prawdopodobnie franciszkaninowi Ojcu Martiniemu i Niccolò Jommelliemu. Stwierdzenie A. Mosera, że Lolli pracował na dworze sztuttgardzkim u boku Pasquale Biniego, Pietra Nardiniego i Ferrariego nie jest do końca poprawne, jako że Domenico Ferrari w 1754 r. został w Paryżu członkiem Concert Spirituel, w następstwie czego nie powrócił już więcej do Szwabii, a sam Pasquale Bini odszedł na emeryturę w tym samym okresie, w którym Antonio Lolli przybył na dwór księcia Wirtemberskiego; jedynym ze wspomnianych przez Mosera muzyków, z którymi Lolli rzeczywiście pracował był Pietro Nardini, działający w Stuttgarcie od października 1762 do marca 1765 roku. Jako następca Biniego Lolli musiał być na pewno muzykiem nadzwyczajnych zdolności; rzeczywiście jego wynagrodzenie ledwie kilka lat później, w roku 1765, wzrosło bardzo znacznie z kwoty 700 do 2000 florenów. Od 1759 do 1762 Lolli prowadził korespondencję z Ojcem Martinim, którego cztery listy napisane w tonie przyjacielskim są przechowywane w Liceum Muzycznym w Bolonii (Liceo musicale di Bologna).
W maju 1762 r. Lolli ożenił się z baleriną Nanette Sauveur, szwagierką nauczyciela tańca i choreografa Jeana-Georges'a Noverre'a; w następnych latach dwór szwabski księcia Wirtemberskiego osiągnął apogeum swojego rozwoju artystycznego; u boku Lolliego działała także jego siostra, sopranistka Brigida Lolli, która w 1766 r. weszła w skład jednej z kompanii teatralnych i poślubiła tancerza Josepha Anelli, zaś najmłodszy brat kompozytora, Gaetano Lolli, wędrowny skrzypek, od 1766 do 1772 grał w składzie orkiestry dworskiej w Stuttgarcie.
Zezwolenia na przedłużone zwolnienia ze służby pozwoliły Lolliemu na dysponowanie ogromną ilością czasu na podróże. Pierwszym celem podróży Lolliego był Wiedeń, gdzie koncertował począwszy od 1760 r., aż do roku 1763. W następnym roku (1764) jego kwitnąca sława znalazła ujście w występach artysty w Paryżu na Concert Spirituel (21, 23, 24 kwietnia, 31 maja i 21 czerwca 1764 r.); tym występom zawdzięczał Lolli uzyskanie przydomka Mercure de France. W stolicy Francji zostały opublikowane jego pierwsze koncerty i inne kompozycje z tego okresu. Ostatni udokumentowany występ w ramach Concert Spirituel miał miejsce 1 listopada 1766 r.
W następnych latach Lolli nie podejmował żadnych wyjazdów ze Stuttgartu, co prawdopodobnie było uwarunkowane zmiennymi warunkami, w jakich znajdował się dwór wirtemberski, na którym naciski polityczno-ekonomiczne wymusiły w 1767 r. zwolnienie z posady Noverre'a (nic nie poskutkowało naleganie ze strony Lolliego na ponowne zatrudnienie mistrza tańca) i licznych tancerzy i muzyków, kończąc na zerwaniu kontraktu z Niccolò Jommellim w 1770 r. Mimo tego Lolli kontynuował pobieranie wynagrodzenia w wysokości 2500 florenów, zaś jego żona utrzymała jeszcze wyższe wynagrodzenie wynoszące 2630 florenów. W 1769 roku małżeństwo Lollich doświadczyło niemałych problemów finansowych, ciągle oblegany przez wierzycieli zdecydował się wreszcie na opuszczenie Stuttgartu.
Na jesieni grał we Frankfurcie (14 i 24 września) i w Utrechcie (14 listopada). W 1771 roku przebywał w Italii, gdzie spotkał Leopolda Mozarta i Wolganga Amadeusza Mozarta i pod koniec roku 1773 przebywał w północnych państwach niemieckich, gdzie dawał koncerty w Hamburgu, Lubece i Szczecinie. W początkach 1774 roku udał się na kilka tygodni do Johannisberga, aby odwiedzić kompozytora Karla Dittersa von Dittersdorfa.
Wraz z upłynięciem w dniu 29 lipca ważności kontraktu wiążącego go z dworem szwabskim zadecydował o udaniu się do Rosji, aby objąć tam stanowisko wirtuoza kameralnego (dworskiego) (wł. virtuoso da camera) na usługach carycy Katarzyny Wielkiej, w zamian za zapłatę w wysokości 4000 rubli. Rozliczne obowiązki wiążące go na rosyjskim dworze cesarskim od 1774 do 1783 r. nie przeszkodziły mu w kontynuowaniu swoich podróży muzycznych po Europie; koncertował w Polsce, w Italii (przede wszystkim w Państwie Kościelnym), w Niderlandach, Austrii, Francji, Anglii, Hiszpanii, Skandynawii i Niemczech (gdzie po raz drugi odwiedził Dittersdorfa w początkach 1778 roku). Lolli zdecydował się nie wracać do Rosji, usprawiedliwiając się problemami zdrowotnymi i bardzo surowym klimatem. W 1779 r. odnajdujemy go po raz enty w składzie Concert Spirituel w Paryżu, a następnie w Hiszpanii. W 1783 roku Lolli ostatecznie zrywa z pracą dla carskiego dworu rosyjskiego, pozostawiając swoje miejsce swojemu uczniowi Giovanniemu Mane Giornovichiemu.
W 1784 r. grał w Sztokholmie, Hamburgu, zaś 25 września w Kopenhadze. Następnie w pierwszych dniach czerwca 1785 roku dotarł do Londynu, gdzie pojawił się na koncercie 18 czerwca (który to koncert miał się pierwotnie odbyć w dniu 4 czerwca), a także 23 lutego i 7 marca; ten drugi występ został wysłuchany także przez historyka muzyki Charlesa Burneya. Planowany na dzień 4 czerwca koncert w Paryżu prawdopodobnie nie odbył się w wyniku sporu o zezwolenia. Następnie znowu wyjechał do Hiszpanii, gdzie otrzymał tabakierę zawierającą 250 dukatów i ponadto jeszcze 2000 reali za wykonanie publiczne jednego ze swoich koncertów dla dwóch solistów.
W końcu lat osiemdziesiątych Lolli wykonał kilka koncertów w Italii (udokumentowane są te z San Pier d'Arena (ob. Sanpieradarena) z 14 września 1788 i we Florencji z marca 1789 r.) i w 1791 r. grał w Berlinie, i ponownie w Kopenhadze, Hamburgu (odpowiednio 25 maja i 2 sierpnia), oraz w Szczecinie, za każdym razem w towarzystwie syna Filippa (urodzonego w Stuttgarcie w 1773), wówczas już uznanego wiolonczelisty. Powróciwszy do Londynu w 1792 r., spędził następny rok w Palermo, gdzie prawdopodobnie pojawił się na jednym ze swoich ostatnich koncertów publicznych (wśród publiczności był obecny między innymi Giuseppe Bartini). W 1794 roku działał jeszcze w Wiedniu jako mistrz koncertów króla Neapolu, jednakże już tylko jego syn rzeczywiście występował publicznie. 5 marca 1796 r. w Neapolu złożył mu wizytę Andreas Romberg, który zaakompaniował Lolliemu do skrzypiec. W końcu Lolli całkowicie zrezygnował ze swej działalności muzyka i osiadł na stałe w Palermo, gdzie zmarł zubożały kilka lat później.

## Rozważania na temat artysty
Talent Lolliego znalazł najlepszy wyraz w wirtuozerii, nie w kompozycji. Krytycy współcześni Lolliemu byli skrajnie sztywno i negatywnie nastawieni do niego w swoich osądach:
- Jedyne korzyści z Lolliego były otrzymywane dzięki jego zręczności nie do naśladowania i zdolnościom skrzypka, stał się wielkim skrzypkiem, nie zyskując miana artysty muzycznego
(Carl Friedrich Cramer, Magazin der Musik, 1786)
- Styl kompozycji tak dziwaczny, że większa część jego słuchaczy uważała go za szaleńca
(Charles Burney)
- Jako kompozytor Lolli jest niczym z niczego
(Allgemeine musikalische Zeitung, 1799)

Podobne opinie wyrażali także Christian Friedrich Daniel Schubart i Ernst Ludwig Gerber, tak jak potem Wilhelm Joseph von Wasielewski i Luigi Torchi. Jednakże docenienie, na które zasłużył można odnaleźć u Stoevinga i A. Mosera. Lolli, świadomy swej słabości w zakresie teorii muzyki w basso continuo, pozwalał sobie na korzystanie z pomocy najzdolniejszych swoich uczniów, wykonawszy partię solową. Różne wydania jego sonat świadczą, o tym, że Lolli spotkał się z uznaniem swoich wielbicieli.
Prace Lolliego, w szczególności zaś sonaty wykazują pewien intuicyjny, ale i niezdyscyplinowany talent. Lolli zachował charakterystyczne formy stylu szkoły Giuseppe Tartiniego i Pietra Nardiniego. Jego Adagi ganione za swoją zbyt wielką krótkość (wł. eccessiva brevità), nie są w rzeczywistości krótsze od analogicznych kompozycji innych autorów jemu współczesnych. W częściach szybkich dominuje natomiast wirtuozeria, stanowiąca zarazem siłę i słabość kompozycji Lolliego; dzięki zastosowaniu dysonansów, czy też dźwięków rozstrojonych (wł. scordatura) Lolli był w stanie tworzyć niezwykłe kombinacje tonów, pasaży w decymach i innych podwójnych strun (wł. doppie corde).

## Twórczość
Koncerty skrzypcowe:
- 2 concerti, op. 2 (mi magg., do magg.; 1764, Paryż)
- 2 concerti, op. 4 (la magg., si magg.; 1766, Paryż)
- 2 concerti, op. 5 (mi magg., re magg.; 1768, Paryż)
- Concerto settimo (sol magg.; 1775, Paryż)
- Concerto ottavo (re magg.; 1776, Paryż)
- Concerto ottavo (1779, Paryż)
- Altri 4 concerti

Kompozycje kameralne:
- 6 sonate per violino e basso continuo (6 sonat na skrzypce i basso continuo, ok. 1760, Amsterdam)
- 6 sonate per violino e basso continuo (6 sonat na skrzypce i basso continuo, ok. 1767, Paryż)
- 6 sonate per violino e basso continuo (6 sonat na skrzypce i basso continuo, 1769, Amsterdam)
- 5 sonate e un divertimento per violino e basso continuo (5 sonat i divertimento na skrzypce i basso continuo, 1776, Berlin)
- 6 sonate per 2 violini (6 sonat na dwoje skrzypiec, ok. 1785, Paryż)

Inne kompozycje:
- L'école du violon en quatuor (ok. 1784, Berlin i Amsterdam)
- 36 capricci per violino (36 kaprysów skrzypcowych)
- Scherzo per 2 violini (scherzo na dwoje skrzypiec, atrybucja niepewna)